# صرارة مخططة جنوبية
صرارة مخططة جنوبية (الاسم العلمي: Circaetus fasciolatus) (بالإنجليزية: Southern Banded Snake-eagle)‏ هي نوع من الطيور تتبع جنس الصرارة من الفصيلة البازية.